# Praia fluvial de Aldeia Ana de Aviz
A Praia fluvial de Aldeia Ana de Aviz é uma praia fluvial localizada na Aldeia Ana de Aviz , em Figueiró dos Vinhos.

## Localização
Á saída da vila de Figueiró dos Vinhos e seguindo na direcção de Aldeia Ana de Aviz, encontrando-se logo à entrada desta localidade (39° 55′ 07,72″ N, 8° 17′ 03,3″ O).

## Descrição
Esta praia é criada através da retenção das águas da ribeira usando para tal uma represa, as suas águas tem uma profundidade máxima de 1 metro e 50. É circundada por um relvado propício aos banhos de sol.
Dispõe de instalações sanitárias e de um parque para merendas integrado no areal e existe um bar nas imediações e um Parque de estacionamento.
Esta praia já possuiu bandeira azul, embora de momento já não seja portadora das condições para tal.